# فرانك غاينز (كرة سلة)
فرانك غاينز (بالإنجليزية: Frank Gaines)‏ مواليد 7 يوليو 1990 في فورت لاودردال، هو لاعب كرة سلة أمريكي. بدأ مسيرته الاحترافية في سنة 2013. يلعب مع نادي راستا فشتا لكرة السلة في الدوري الألماني لكرة السلة كلاعب هجوم خلفي. يحمل الرقم 0. يبلغ طوله 6 قدم 3 بوصة (1.9 م).

## المسيرة الاحترافية
لعب مع مين ريد كلوز في موسم 2013–2014، ثم لعب مع يوفي كازيرتا باسكت في الدوري الإيطالي في سنة 2014، ثم لعب مع فيكتوريا يبرتاس بيزارو في موسم 2014–2015، ثم لعب مع أوكلاهوما سيتي بلو في سنة 2015، ثم لعب مع نادي راستا فشتا لكرة السلة في سنة 2016.

## روابط خارجية
- فرانك غاينز على موقع كرة السلة الأوروبية.كوم (الإنجليزية)
- فرانك غاينز على موقع كلية كرة السلة في سبورتس رفرنس.كوم (الإنجليزية)
- فرانك غاينز على موقع ريلجم (الإنجليزية)
- فرانك غاينز على موقع بروبوليرز (الإنجليزية)
- فرانك غاينز على موقع سبورتس رفرنس (الإنجليزية)
- فرانك غاينز على موقع سبورتس رفرنس (الإنجليزية)